# بطولة كرة القدم الألمانية 1952
بطولة كرة القدم الألمانية 1952 (بالألمانية: Deutsche Fußballmeisterschaft 1951/52)‏ هو الموسم 42 من بطولة كرة القدم الألمانية ‏. أقيم خلال الفترة 27 أبريل 1952 وحتى 22 يونيو 1952، وأشرف على تنظيمه اتحاد ألمانيا لكرة القدم، وكان عدد الأندية المشاركة فيه 8، وفاز فيه نادي شتوتغارت.